# Mark Evanier

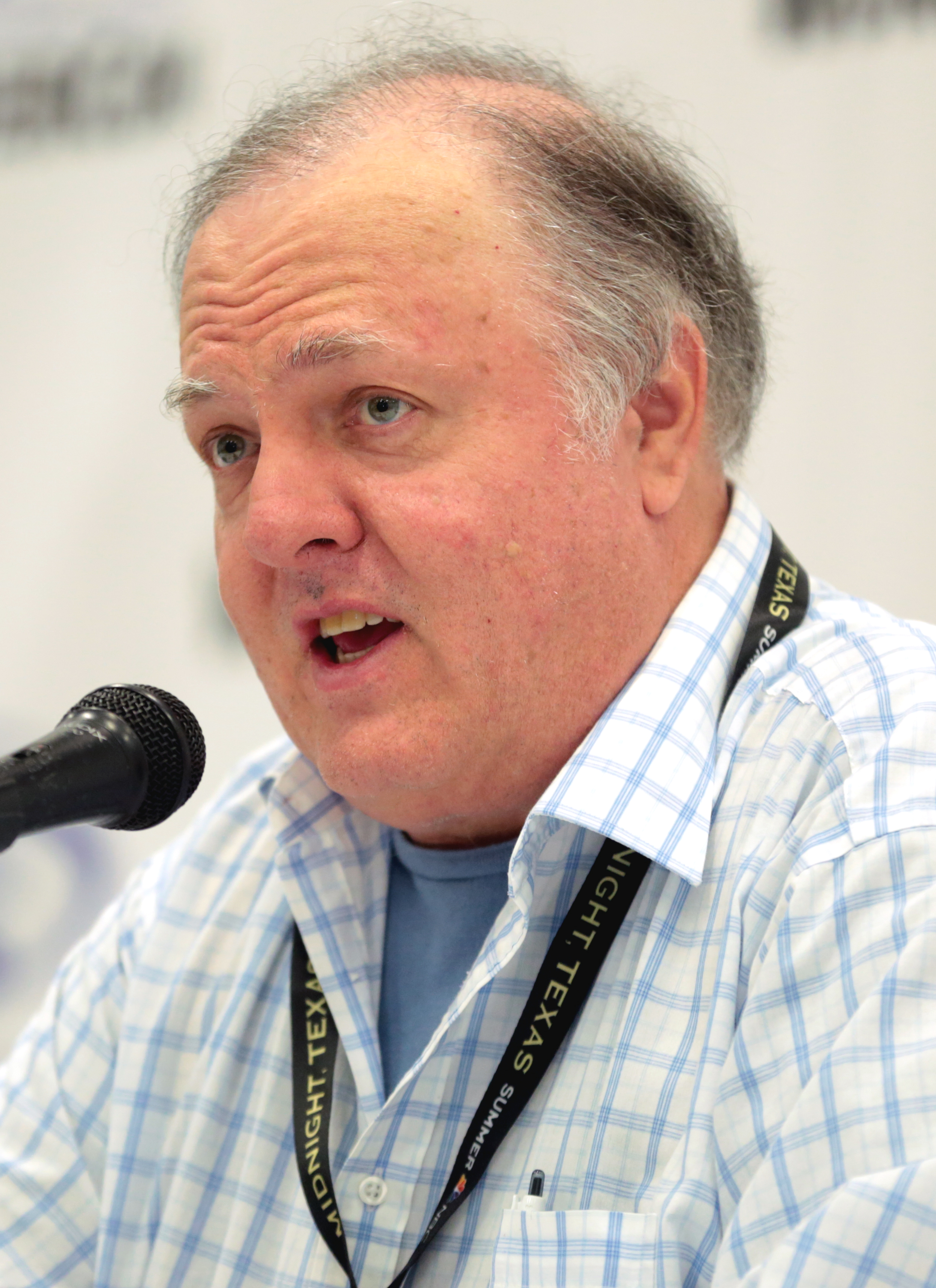
Mark Evanier bei der WonderCon 2017

Mark Stephen Evanier (* 2. März 1952) ist ein US-amerikanischer Schriftsteller, Drehbuch- und Comicautor.

## Leben und Arbeit
Evanier beschloss bereits in jungen Jahren, beeinflusst von der unglücklichen Existenz seines Vaters als Angestellter des Internal Revenue Service, der amerikanischen Steuerbehörde, als freischaffender und daher von Zwängen und Bevormundung freier „Künstler“ arbeiten zu wollen.
Bereits 1969 gelang es ihm, im Alter von siebzehn Jahren, erste Skripts für Comicgeschichten an Verlage zu verkaufen. Während er bei dem in der Branche als „König der Comicwelt“ gefeierten Autoren und Zeichner Jack Kirby den handwerklichen Teil seines Berufes erlernte, verdiente er sein Geld, indem er für den ausländischen Markt bestimmte Comicgeschichten für die Walt Disney Company verfasste. Es folgten Arbeitsaufträge für den amerikanischen „Disney-Markt“ sowie für den Verlag Gold Key Comics.
Ab 1974 war Evanier im Gespann mit Dennis Palumbo als Autor für Fernsehproduktionen tätig. So lieferte er Drehbücher und Gags für die Nancy Walker Show, die McLean Stevenson Show und die Serie Welcome Back, Kotter ab. Nach der Einstellung von Welcome Back, Kotter lösten Evanier und Palumbo ihre Partnerschaft auf, um fortan getrennte Wege zu gehen. Evanier übernahm in der Folge Autorenjobs für auf den Cartoons der Produktionsfirma Hanna-Barbera basierenden Comicserien und begann schließlich für diese Serien selbst zu schreiben. Die bekannteste Serie, für die er in diesem Zusammenhang Skripte vorlegte, war der „Samstagvormittagzeichentrickklassiker“ Scooby Doo.
In den 1980er Jahren folgten Engagements als Autor für Zeichentrickserien wie The ABC Weekend Special, The Wuzzles und Garfield und seine Freunde.
Als Comicautor arbeitete Evanier in diesen Jahren an Titeln wie Plastic Man, Blackhawks, Crossfire und Hollywood Superstars. Mit dem Mexikaner Sergio Aragonés produzierte er Geschichten für Groo the Wanderer.
2006 musste Evanier, der trotz mehrerer Emmy-Nominierungen in der Autoren-Sparte des Preises diese Auszeichnung bislang nie für sich gewinnen konnte, in Los Angeles eine komplizierte Bypass-Operation im Magenbereich über sich ergehen lassen, in deren Folge er binnen eines Jahres 45 Kilogramm an Gewicht eingebüßt hat.
Das Erscheinen von Evaniers für Oktober 2007 angekündigter Biographie seines Lehrers Jack Kirby, die bei Abrams Books erscheinen soll, ist aus unbekannten Gründen auf Frühjahr 2008 verschoben worden.